# 宮本明彦
宮本 明彦（みやもと あきひこ）は、日本の漫画家、イラストレーター。福島県出身。現在は埼玉県所沢市に在住。

## 概要
1992年に「いつまでもかわらぬ愛を」で第18回スーパージャンプ漫画大賞準入選デビュー。
新谷かおる、江川達也（チーフ）、さとうふみや、美内すずえの元アシスタント。

## 作品リスト

### 連載
- 一角!〜He is an Alien〜（マガジンSPECIAL、2000年）

### 読切
- いつまでもかわらぬ愛を（スーパージャンプ、1992年）
- TAKEMARU（マガジンSPECIAL、1998年）
- 「-戦国忍者大戦-亥」（マガジンSPECIAL、2004年）

### キャラクターデザイン
- 福島県桑折町観光PRキャラクター『ホタピー』[1]

## TV
- ザ・真相〜大事件検証スペシャル（テレビ東京・2004年 - 2005年）劇画担当
- 日経スペシャル カンブリア宮殿（テレビ東京・2006年 - ）作画担当
- 天才じゃなくても夢をつかめる10の法則（日本テレビ・2010年）イラスト担当
- 「高橋英樹のおもしろ歴史授業　忠臣蔵スペシャル」イラスト担当

### 他
- 「中岡慎太郎館」等身大パネル。

## 師匠
- 江川達也
- 新谷かおる